# مارك بينكوس
مارك بينكوس (بالإنجليزية: Mark Pincus)‏ واسمه الكامل مارك جوناثان غريغ بينكوس (من مواليد 13 فبراير 1966) هو رجل أعمال أمريكي ومؤسس لشركة زينغا لتطوير الألعاب على منصات الهواتف المحمولة والشبكات الاجتماعية مثل فيسبوك وماي سبيس. ومؤسس لشركات ناشئة أخرى هي Freeloader Inc وtribe.net و Support.com كما أسس وأطلق حاضنة الأعمال SuperLabs التي حصلت عليها زينغا لاحقًا، كما شارك أيضا في تأسيس الحركة السياسية Win the Future.
شغل بينكوس منصب الرئيس التنفيذي لشركة زينغا حتى يوليو 2013، ثم مرة أخرى من عام 2015 إلى عام 2016. تم اختيار بينكوس عام 2009 «الرئيس التنفيذي للعام» في جوائز كرنشيز للتكنولوجيا وبعد ذلك بعام سمي مؤسس العام في احتفال 2010.
تعتبر زينغا رائدة صناعة الألعاب الاجتماعية. في غضون أربع سنوات بعد تأسيس شركة بينكوس زينغا، أعلنت الشركة عن طرح العرض العام الأولي بقيمة مليار دولار. وفقا لمجلة فوربس، تقدر ثروته بـ ملياري دولار.
ظهر بينكوس في المسلسل الكوميدي وادي السيليكون بدوره الخاص (الموسم 3 - الحلقة 8).